# Colonna infame (Genova)

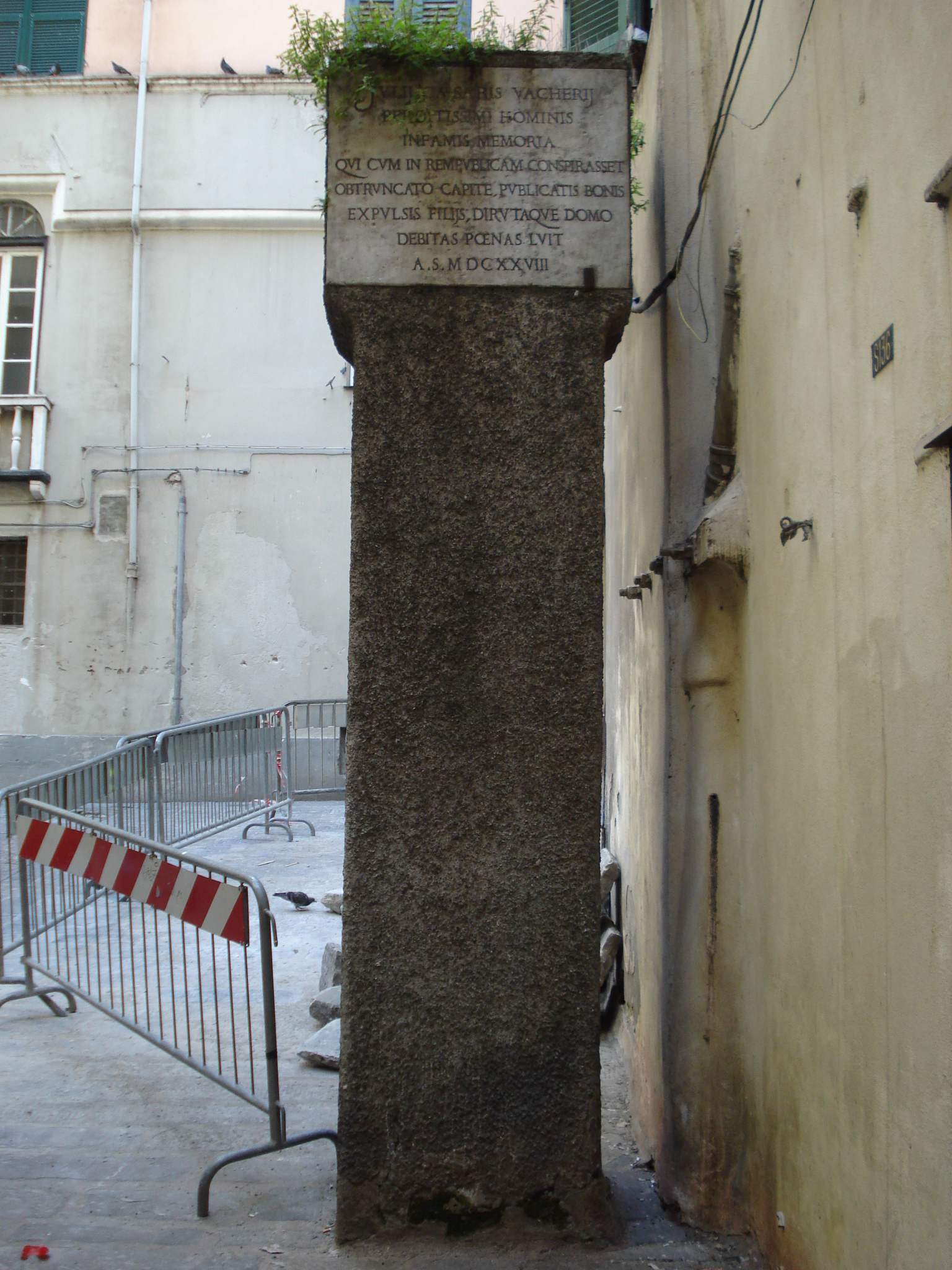
La colonna infame di piazza Vacchero

La colonna infame è una colonna storica situata a Genova, in piazza Vacchero, nel quartiere di Prè.

## Storia

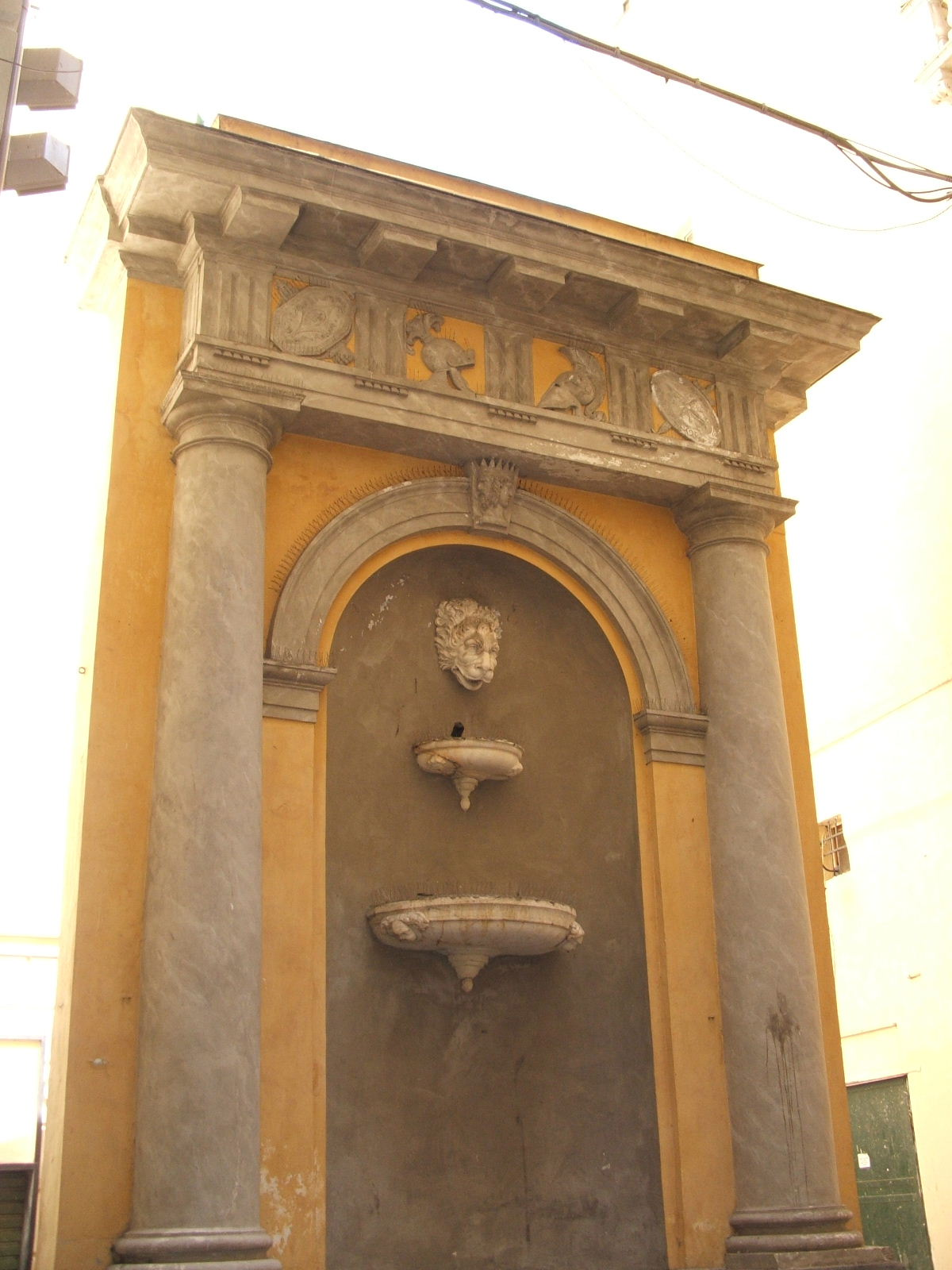
La fontana di piazza Vacchero

La colonna venne eretta a memoria del tradimento di Giulio Cesare Vachero, avventuriero genovese che partecipò nel 1628 ad una congiura contro la repubblica oligarchica di Genova a favore dei Savoia che volevano impadronirsi del territorio ligure. I congiurati furono scoperti il 31 marzo 1628 e giustiziati il 31 maggio dello stesso anno. Il principale esponente della rivolta, il Vachero, ebbe la casa rasa al suolo e al suo posto fu eretta la "Colonna infame".
Per nasconderla, i suoi discendenti nel 1644 ottennero la possibilità di costruire una grande fontana all'ingresso di piazza Vachero, il piccolo slargo lungo via del Campo creato con la demolizione della casa del congiurato.

## Iscrizione
PERDITISSIMI HOMINIS

INFAMIS MEMORIA

QVI CVM REPVBLICAM CONSPIRASSET

OBTRVNCATO CAPITE, PVBLICATIS BONIS

EXPVLSIS FILIIS, DIRVTAQUE DOMO

DEBITAS PŒNAS LVIT

A. S. MDCXXVIII»
Giulio Cesare Vachero

uomo scelleratissimo

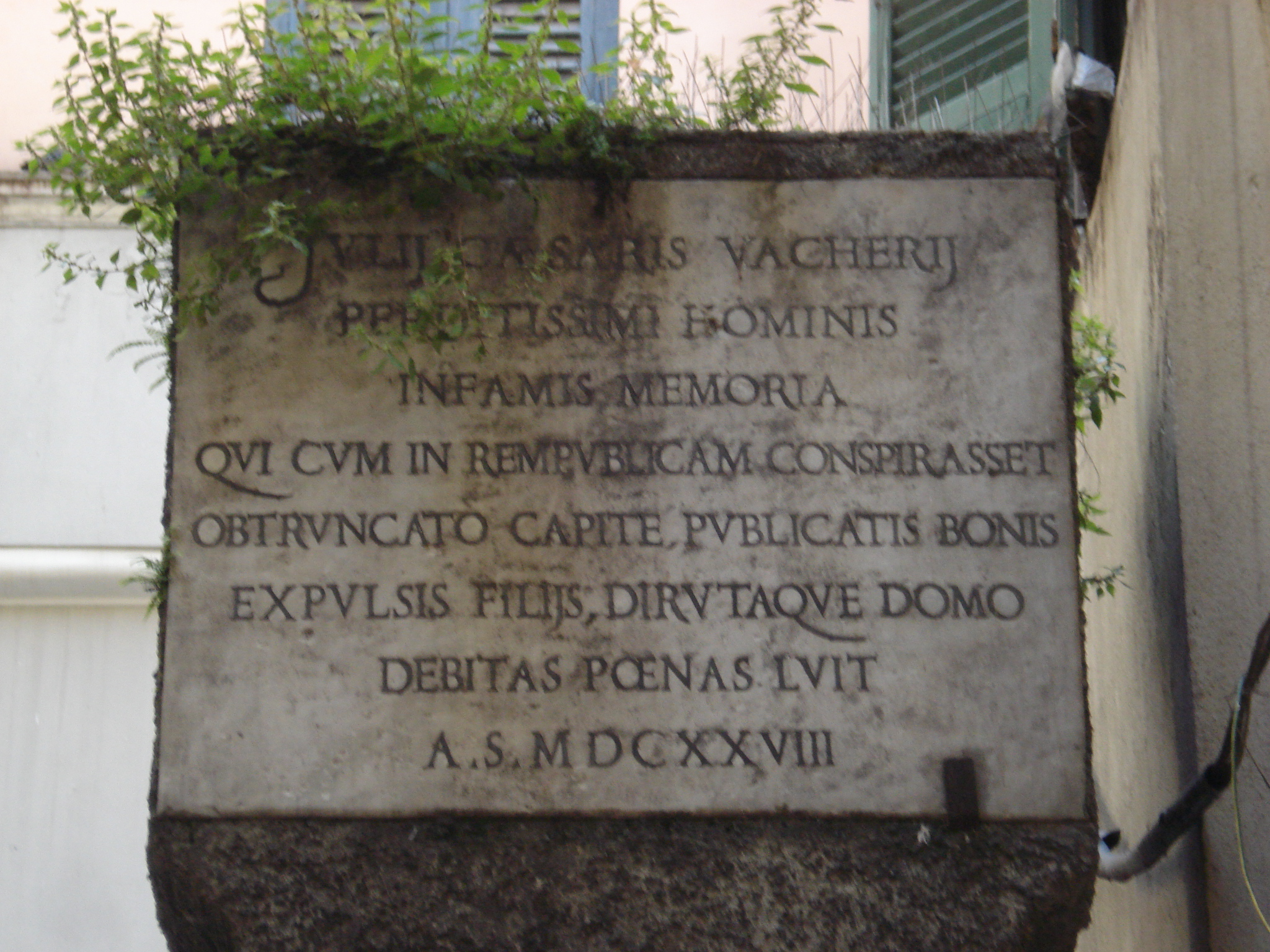
Iscrizione sulla colonna

che, poiché cospirò contro la Repubblica,

[avendo] tagliata la testa, [avendo] prelevati i beni,

[avendo] esiliati i figli e [avendo] distrutta la casa,

pagò le pene dovute.

Anno del Signore 1628»
(Iscrizione sulla colonna)